# Nagao Tamekage
Nagao Tamekage (長尾 為景?; 1489? – 29 gennaio 1543) è stato un servitore del signore feudale Uesugi Fusayoshi, poi daimyō della sua casata, durante il periodo Sengoku.
Secondo George Bailey Sansom, la carriera di Nagao Tamekage lo rende rappresentante della nascita dei daimyō, con lo spostamento del potere regionale dagli shugo dell'imperatore ai potenti signori feudali che col tempo divennero indipendenti.
Probabilmente più conosciuto per essere il padre biologico di Nagao Kagetora, che fu in seguito adottato dalla familia Uesugi come Uesugi Kenshin, uno dei più famosi daimyō del periodo Sengoku.
Tamekage era figlio di Nagao Yoshikage del clan Nagao. Servì come vice-shugo di Fusayoshi, shugo di Echigo. Tamekage portò le forze Uesigi del ramo Yamanouchi-Uesugi alla vittoria contro gli Ōgigayatsu-Uesugi in una serie di conflitti nel 1500-1505. Tuttavia, come altri Nari-Agari(成り上がり者?), o nuovi signori di quel periodo, Tamekage cercò di usurpare il suo signore e combatté contro gli Yamanouchi-Uesugi un certo numero di battaglie nel primo decennio del XVI secolo. Assediò infine Uesugi Fusayoshi nel 1507, a Matsunoyama in Echigo, e Fusayoshi fu ucciso. Tamekage poi continuò a perseguire una serie di campagne, e raccolse intorno a sé territori e potere. Nel 1510, Tamakage complottò con Jinbō Nagakiyo un tentativo di scavalcare il clan Jinbō dal suo interno, usando il suo Stato di Shugo-Dai per portare Nagakiyo dalla sua parte. Nagakiyo portò anche suo fratello Jinbō Nagatsuna nel complotto, che mirava a rovesciare Jinbō Yoshimune e la sua alleanza con gli Uesugi. Il complotto durò oltre un anno e la pazienza di Tamekage andò ad esaurirsi. Si ritiene che Tamekage si organizzò per far avere la sua corrispondenza con i fratelli ad un alleato di Yoshimune, che portò i due fratelli ad essere giustiziati, probabilmente un modo più veloce del loro complotto di indebolire i Jinbō. I due fratelli infatti vennero giustiziati ed il clan Jinbō indebolito.
Nel 1520 attaccò la provincia di Etchū e sconfisse il clan Shiina. Subito dopo vinse anche contro il clan Jinbō guidati da Jinbō Yoshimune che commise seppuku.
Tamekage poi si scontrò con Uesugi Akisada, e lo sconfisse pure, con l'aiuto di Hōjō Sōun, un altro signore feudale in ascesa della regione. Nel giro di pochi anni, Nagao e Hōjō portarono il completo collasso del clan Uesugi.
Fu sconfitto ed ucciso nel 1536 nella battaglia di Sendanno contro gli Ikkō-ikki.
Tuttavia, il Senran-ki riporta che si dimise in favore del suo terzo figlio Nagao Harukage, divenne un monaco nel 1540 e morì nel 1543.